# Peter Hounam
Peter Hounam (* 1944) ist ein britischer Journalist und Autor. Er arbeitete für die Londoner Sonntagszeitung The Sunday Times und weitere Zeitungen. Zu seinen inhaltlichen Schwerpunkten gehört die atomare Bewaffnung Israels.
Als Chefreporter der Sunday Times arbeitete Hounam  mit Mordechai Vanunu zusammen. Veröffentlicht wurden 1986 Informationen und Fotografien aus dem Nuklearwaffenprogramm im Atomforschungszentrum Dimona. Vanunu wurde mit Hilfe der Mossad-Agentin Cheryl Ben Tov nach Italien gelockt und von dort nach Israel verschleppt und inhaftiert. Hounam spürte die Agentin in den USA auf und interviewte sie.
Im Jahre 1995 veröffentlichte Hounam The Mini-Nuke Conspiracy: How Mandela Inherited a Nuclear Nightmare, das die Entwicklung der südafrikanischen Atombombe mit Hilfe verschiedener Staaten darstellt, darunter Israel.
Den israelischen Angriff auf das NSA-Spionageschiff Liberty während des Sechstagekriegs im Jahre 1967 sah Hounam in seinem Buch Operation Cyanide: Why the Bombing of the USS Liberty Nearly Caused World War III als einen versuchten Vorwand der USA und Israels, Kairo mit US-amerikanischen Atombomben anzugreifen.
Im Jahre 2004 wurde Hounam in Israel kurzfristig festgenommen. In der 2012 ausgestrahlten TV-Dokumentation Israel und die Bombe wurde Hounam ausführlich interviewt.

## Schriften
- Secret Cult. zusammen mit Andrew Hogg, 1985, ISBN 0-85648-837-2
- The Mini-Nuke Conspiracy: How Mandela Inherited a Nuclear Nightmare. zusammen mit Steve McQuillan, Viking, 1995, ISBN 0-670-86925-2
- Who Killed Diana? zusammen mit Derek McAdam, 1998, ISBN 1-901250-17-2
- The Woman from Mossad: The Torment of Mordechai Vanunu. 2000, ISBN 1-58394-005-7
- Operation Cyanide: Why the Bombing of the USS Liberty Nearly Caused World War III. 2003, ISBN 978-1-904132-19-6.